# 엘비스 그레고리
엘비스 그레고리 힐(스페인어: Elvis Gregory Gil, 1971년 5월 18일~)은 쿠바의 펜싱 선수로 주 종목은 플뢰레이다. 1992년 하계 올림픽 플뢰레 단체전 은메달, 개인전 동메달을 획득하였으며, 1996년 하계 올림픽에서 단체전 동메달을 획득했다. 또한 세계 선수권 대회에서 금메달 2개를 포함하여 메달 6개를 획득했으며  팬아메리칸 게임에서 금메달을 4개를 포함하여 메달 7개를 획득했다. 